# Фунес, Маурисио
Ка́рлос Маури́сио Фу́нес Картахе́на (исп. Carlos Mauricio Funes Cartagena; 18 октября 1959[…], Сан-Сальвадор — 21 января 2025, Манагуа) — сальвадорский политик и журналист, президент Сальвадора с 1 июня 2009 по 1 июня 2014 года.

## Биография
Был известным журналистом, делал репортажи для местных и иностранных СМИ во время гражданской войны в Сальвадоре (1979—1992). Позже был ведущим телешоу, сотрудничал телеканалом CNN. В 2004 году был признан лучшим журналистом-интервьюером Сальвадора.
15 марта 2009 года в качестве кандидата от левого Фронта национального освобождения имени Фарабундо Марти на очередных президентских выборах одержал победу над кандидатом от правоцентристского Националистического республиканского альянса (АРЕНА) Родриго Авилой, получив 51,32 % голосов избирателей.
Вскоре после своей инаугурации он подписал соглашение о восстановлении дипломатических отношений между Сальвадором и Кубой, прекращённых за 50 лет до этого.
Однако объявленные им амбициозные проекты в сфере образования, здравоохранения, предоставления жилья бедным семьям были выполнены лишь частично из-за сложной экономической ситуации, что разочаровало многих сторонников Фунеса.
В 2016 году, уже после окончания срока президентских полномочий, Фунеса обвинили в отмывании денег. Он вместе с женой и детьми покинул Сальвадор и получил убежище в Никарагуа. Фунес и его сын не смогли объяснить происхождение 420 тысяч долларов на своих счетах. В ноябре 2017 года обоих сальвадорский суд признал виновными и обязали выплатить 420 тысяч долларов в казну государства. Фунес назвал процесс против него политическим преследованием со стороны правых сил и сведением счетов со стороны нового президента Сальвадора Санчеса Серена, который ранее был его вице-президентом.
В июне 2018 года прокуратура Сальвадора выдала ордер на арест Фунеса и около тридцати его бывших сотрудников по обвинению в присвоении 351 млн долларов бюджетных средств.

### Смерть
Фунес умер 21 января 2025 года в 21:35 по местному времени в Манагуа, Никарагуа, из-за «серьёзного хронического заболевания».